# Ota (Córsega do Sul)
Ota é uma comuna francesa na região administrativa de Córsega, no departamento de Córsega do Sul. Estende-se por uma área de 38,16 km². 